# Stanisław Władysław Potocki
Stanisław Władysław Potocki herbu Pilawa (zm. 27 czerwca 1732) – wojewoda bełski od 1729 roku, strażnik wielki litewski od 1710 roku, łowczy litewski od 1704 roku, marszałek Trybunału Głównego Koronnego w 1718 i 1725 roku, wicemarszałek Trybunału Głównego Koronnego w 1722 roku, marszałek konfederacji tarnogrodzkiej w 1716, marszałek sejmiku konfederackiego województwa bełskiego w 1704 roku, pułkownik wojska powiatowego województwa bełskiego w 1703 roku.
Syn Feliksa Kazimierza i Krystyny Lubomirskiej, brat: Józefa Felicjana i Michała pisarza polnego koronnego.
Był marszałkiem województwa bełskiego w konfederacji sandomierskiej 1704 roku. Jako poseł województwa bełskiego był uczestnikiem Walnej Rady Warszawskiej 1710 roku. Później został strażnikiem wielkim litewskim w 1710 roku. Był posłem ziemi halickiej na sejm 1720 roku. Poseł województwa bełskiego na sejm 1724 roku. Poseł województwa bełskiego na sejm 1726 roku. Był też wojewodą bełskim od 1729 roku oraz starostą hrubieszowskim.
W 1712 roku poślubił Mariannę Rzewuską, córkę Stanisława Mateusza Rzewuskiego, hetmana wielkiego koronnego. Był bezpotomny. Pisał sonety.